# 엑스박스 (콘솔)
엑스박스(Xbox)는 마이크로소프트에서 제조한 가정용 비디오 게임기이다. 엑스박스 시리즈 비디오 게임기의 첫 번째 제품이다. 2001년 11월 15일 북아메리카에서 출시되었고, 이어서 2002년 호주, 유럽, 일본에서 출시되었다. 6세대 콘솔로서 소니의 플레이스테이션 2, 세가의 드림캐스트 및 닌텐도의 닌텐도 게임큐브와 경쟁했다. 또한 1993년 아타리 재규어 출시 이후 미국 기업이 생산한 최초의 주요 콘솔이기도 했다.
이 콘솔은 2000년 3월에 발표되었다. 게임 외에도 CD-ROM과 DVD를 재생할 수 있는 기능을 갖춘 플레이스테이션 2의 출시로 마이크로소프트는 게임 콘솔이 거실용 엔터테인먼트 장치로서 개인용 컴퓨터를 위협할 수 있다고 우려했다. 대부분의 이전 게임 콘솔이 특별히 설계된 하드웨어를 사용한 반면, 엑스박스는 표준 PC 부품을 기반으로 제작되었다. 마이크로소프트 윈도우와 DirectX의 변형을 운영 체제로 사용하여 게임 및 미디어 재생을 지원하며, 인텔 펜티엄 III CPU와 엔비디아 지포스 3 기반 GPU로 구동된다. 엑스박스는 하드 디스크를 내장한 최초의 콘솔이었다. 이 콘솔은 내장 이더넷 포트와 2002년에 출시된 유료 온라인 게임 서비스인 엑스박스 라이브를 통해 광대역 인터넷 연결을 지원하도록 설계되었다. 번지의 헤일로 2 (2004)와 같은 시스템의 블록버스터 타이틀의 인기는 1인칭 슈팅 게임과 온라인 콘솔 게임의 인기에 기여했다.
엑스박스는 북아메리카에서 기록적인 출시를 기록하여, 2001년 말까지 150만 대가 판매되었으며, 시스템의 출시 타이틀 중 하나인 헤일로: 컴뱃 이볼브드의 인기에 힘입어 2002년 4월까지 100만 대가 판매되었다. 이 시스템은 전 세계적으로 2,400만 대가 판매되었으며, 이 중 1,600만 대가 북아메리카에서 판매되었다. 그러나 마이크로소프트는 콘솔로 꾸준한 이익을 내지 못했으며, 제조 원가가 소매 가격보다 훨씬 비싸 시장 수명 동안 40억 달러 이상을 손실했다. 이 시스템은 게임큐브와 드림캐스트를 능가했지만, 플레이스테이션 2에 비해 훨씬 적게 팔렸다. 또한 서양 시장 외에서는 실적이 저조했다. 특히 일본에서는 콘솔 크기가 크고 일본 개발 타이틀보다는 미국 청중을 겨냥한 게임이 너무 많아 판매량이 저조했다. 이 시스템의 생산은 2005년에 중단되었다. 엑스박스는 마이크로소프트가 개발한 비디오 게임 콘솔의 현재 진행형 브랜드의 첫 번째였으며, 2005년 엑스박스 360, 2013년 엑스박스 원, 2020년 엑스박스 시리즈 X/S 콘솔이 뒤를 이었다.

## 역사

### 개발 및 창작
엑스박스 이전에 마이크로소프트는 윈도우 PC용 비디오 게임을 퍼블리싱하는 데 성공하여 마이크로소프트 플라이트 시뮬레이터와 엄청난 성공을 거둔 에이지 오브 엠파이어와 같은 인기 타이틀을 출시했다. 이는 컴퓨터 하드웨어에 직접 접근하고 윈도우를 우회할 수 있는 API인 DirectX가 개발된 후였다. 그러나 이 회사는 당시 소니의 플레이스테이션이 지배하던 가정용 콘솔 게임 시장에는 진입하지 않았다. 소니는 1999년 3월 2일 대중에게 공식적으로 발표된 차세대 비디오 게임 콘솔인 플레이스테이션 2 (PS2)를 개발하고 있었으며, 이 시스템이 모든 유형의 가정 엔터테인먼트를 위한 관문 역할을 하도록 의도했다. 소니는 이 콘솔이 궁극적으로 가정의 데스크톱 컴퓨터를 대체할 것이라는 비전을 제시했다. 마이크로소프트 CEO 빌 게이츠는 다가오는 PS2를 마이크로소프트의 윈도우 PC 라인에 대한 위협으로 보았고, 이 모든 것을 아우르는 시스템이 PC에 대한 소비자 관심을 없애고 시장에서 그들을 몰아낼 수 있다고 우려했다. 비디오 게임이 거대한 산업으로 빠르게 성장함에 따라 게이츠는 소니와 경쟁하기 위해 마이크로소프트가 콘솔 게임 시장에 진출해야 한다고 결정했다. 이전에 세가는 드림캐스트 콘솔용 윈도우 CE 버전을 개발하여 게임 개발자들이 사용하도록 했다. 또한 게이츠는 PS2의 공식 발표 이전에 소니 CEO 이데이 노부유키에게 마이크로소프트가 콘솔용 프로그래밍 소프트웨어를 개발하도록 허용하는 것에 대해 직접 접근했다. 그러나 이 제안은 소니가 독점 소프트웨어를 만들기로 결정하면서 이데이에게 거절당했다. 마이크로소프트는 또한 닌텐도를 인수할 가능성을 타진하기 위해 야마우치 히로시와 다케다 겐요를 만나는 것을 시도했지만, 닌텐도는 더 이상 진행하지 않았다.
1998년, 마이크로소프트의 DirectX 팀 엔지니어 4명—케빈 바커스, 셰이머스 블랙클리, 테드 헤이스, DirectX 팀 리더 오토 버크스—는 마이크로소프트의 DirectX 기술을 기반으로 하는 새로운 콘솔에 대한 아이디어를 논의하기 시작했다. 마이크로소프트의 윈도우 소프트웨어 아키텍트인 냇 브라운도 1998년 11월 헤이스를 만난 후 이 프로젝트에 정기적으로 기여하게 되었다. 이 프로젝트는 제2차 세계 대전 중 일본이 미국군에게 결정적으로 패배한 미드웨이 해전을 언급하며 "미드웨이"라는 코드명으로 불렸는데, 이는 콘솔 시장에서 소니를 능가하려는 마이크로소프트의 열망을 나타내는 것이었다. DirectX 팀은 1999년 3월 30일 첫 개발 회의를 개최했으며, 이 회의에서 PC를 평소보다 더 빠르게 부팅하는 것과 같은 문제들을 논의했다. 이 콘솔은 윈도우 2000에서 DirectX 8.1을 사용하여 구동될 예정이었으며, 이는 PC 개발자들이 콘솔용 게임을 쉽게 전환할 수 있게 해주는 동시에 다른 대부분의 가정용 콘솔보다 더 큰 처리 능력을 제공할 것이었다. 블랙클리에 따르면, 비디오 게임 콘솔의 기반으로 PC 기술을 사용하는 것은 대부분의 가정용 콘솔의 기술적 장벽을 제거하여 게임 제작자들이 하드웨어 제한에 대해 걱정할 필요 없이 자신의 창의성을 더욱 확장할 수 있게 해줄 것이었다.
DirectX 팀원 4명은 웹TV 뒤에 있는 실리콘 밸리 엔지니어링 팀과 이견을 보였다. 웹TV 팀은 마이크로소프트가 장치 권한을 인수한 후 마이크로소프트에 합류했다. 마이크로소프트 임원 크레이그 문디는 웹TV 팀이 프로젝트를 이끌어야 한다고 생각했으며, 이들은 콘솔이 윈도우 CE를 기반으로 하는 어플라이언스로 처음부터 구축되어야 한다고 믿었다. 그러나 DirectX 팀은 하드 디스크 드라이브와 같은 PC 하드웨어 구성 요소를 재사용하는 아이디어를 고집하며, 이들이 저렴하게 제조될 수 있고 매년 쉽게 업데이트될 수 있다고 주장했다. 이 4명의 개발자는 마이크로소프트 게임 부문 책임자인 에드 프라이스의 지지를 얻었으며, 그는 특히 하드 드라이브의 사용이 높은 제조 비용에도 불구하고 경쟁사들 사이에서 콘솔에 기술적 우위를 제공할 것이라고 믿었다. 두 대립하는 팀은 1999년 5월 5일 20명 이상이 참석한 회의에서 게이츠에게 자신들의 주장을 발표했다. 닉 베이커, 데이브 리올라, 스티브 펄먼, 팀 버처를 포함한 웹TV 팀과 그들의 후원자인 크레이그 문디는 어플라이언스를 만드는 것이 훨씬 저렴할 것이라고 주장하며 대부분의 콘솔이 일반적으로 약 300달러에 판매되었다는 점을 강조했다. 그들은 또한 여러 가정용 장치에서 공유될 수 있는 맞춤형 그래픽 칩을 사용하기를 원했다. 반대로, DirectX 팀을 지지하는 프라이스는 PC 하드 드라이브를 사용하는 것이 온라인 접근을 직접 구현할 수 있게 하여 마이크로소프트의 콘솔을 경쟁사와 차별화할 것이라고 주장했으며, 게이츠는 이 주장에 동의했다. 게이츠가 PC 게임을 새로운 콘솔로 효과적으로 포팅할 수 있는지 질문했을 때, 블랙클리는 이 기기가 DirectX 하드웨어를 활용할 것이며, 이는 쉽게 변환될 수 있음을 의미한다고 설명했다. 게이츠는 DirectX와 호환되지 않는 심하게 축소된 윈도우 변형인 윈도우 CE에 의존하는 웹TV의 개념보다 이 제안을 훨씬 더 선호했다. 따라서 게이츠는 DirectX 개념에 동의하고 버크스 팀에게 새로운 비디오 게임 콘솔을 만들 수 있는 권한을 부여했다. 그럼에도 불구하고 웹TV는 엑스박스의 초기 출시에서 여전히 중요한 역할을 할 것이다.
릭 톰슨과 로버트 J. 바흐는 엑스박스의 디자인을 감독하는 책임이 있었다. DirectX 팀은 델 컴퓨터 여러 대를 구매하고 내부 부품을 사용하여 프로토타입 콘솔을 구축하기 시작했다. 초기에는 콘솔을 설계한 후 마이크로소프트가 타사 컴퓨터 제조업체와 협력하여 대량 생산할 계획이었다. 그러나 초기 작업에서는 이것이 마이크로소프트가 직접 생산해야 하는 것이 될 것이며, 이는 훨씬 더 비용이 많이 드는 작업이 될 것이라는 점이 드러났다. 이 프로젝트가 마이크로소프트에서 경력을 망칠 수 있다는 우려 때문에 "관 상자"라는 이름이 프로젝트와 관련되었다. 또한 게임 콘솔로서 사용자에게 직접적인 윈도우 인터페이스를 제공할 수 없었다. 톰슨과 바흐는 1999년 후반에 게이츠와 스티브 발머에게 이러한 대규모 변경 사항을 초기 제안과 비교하여 경고했지만, 이 문제는 2000년 2월 14일 비공식적으로 발렌타인 데이 학살이라고 불리는 회의에서 최고조에 달했다. 이 회의에서 게이츠는 새로운 비용 제안과 이전에 제시된 것과 비교하여 이 콘솔의 대규모 변경 사항에 대해 격렬하게 불평했다. 왜냐하면 엑스박스가 윈도우를 소외시키는 것처럼 보였기 때문이었다. 그러나 이 제품이 소니와 경쟁하기 위한 제품임을 상기시킨 후, 게이츠와 발머는 필요한 마케팅 예산과 함께 프로젝트를 승인했다. 또 다른 논쟁의 여지가 있는 디자인 포인트는 간단한 전화 접속 네트워킹 지원 대신 이더넷 연결을 추가하는 것이었다. 이 시점에서 대부분의 소비자 가정은 인터넷 연결에 접근할 수 있었지만, 이 결정의 실현 가능성을 나중에 입증할 사회 연결망은 아직 확립되지 않았다. 엑스박스 책임자들은 계획된 엑스박스 라이브 기능과 함께 이더넷 포트가 친구들이 학교와 대학을 졸업하고 전국으로 이동한 후에도 게임을 할 수 있도록 도울 것이라고 주장했다.
콘솔 프로토타입 제작 과정 내내 마이크로소프트는 시스템의 CPU를 위해 AMD와 협력하고 있었다. 블랙클리에 따르면, 2001년 1월 시스템 공개 직전에 마이크로소프트 엔지니어들은 인텔 CPU로 전환하기로 결정했으며, 이 사실은 공개 이전에 AMD에 아직 전달되지 않았다.
새로운 콘솔의 이름으로는 "Windows Entertainment Project"(WEP), "Microsoft Total Gaming"(MTG), "Microsoft Interactive Network Device"(MIND), "Microsoft Interactive Center"(MIC) 등 여러 약어가 고려되었다. 또한 시스템의 Direct X에 대한 의존성을 나타내는 "DirectX Box"라는 이름도 고려되었다. 한때 헤이스는 소니나 닌텐도의 콘솔보다 성인 콘텐츠의 양이 더 많다는 점을 암시하며 "XXX-Box"와 "DirectXXX-Box"라는 이름을 농담으로 생각해냈다. "DirectX Box"는 이메일 대화 중에 빠르게 "Xbox"로 줄여졌으며, xBox, XboX, X-box 등 여러 철자 변형이 있었지만 결국 개발팀의 선호를 받았다. 마이크로소프트의 마케팅 부서는 이 이름을 좋아하지 않았고, "11-X" 또는 "Eleven-X"를 대안으로 제안했다. 포커스 그룹 테스트 중에 회사는 "Xbox"라는 이름을 목록에 넣어 Xbox 이름이 소비자들에게 얼마나 인기가 없을지를 입증하려고 했다. 그러나 "Xbox"가 목록에서 더 인기 있는 이름으로 밝혀져 제품의 공식 이름으로 선택되었다.
컨트롤러의 물리적 디자인이 시작될 때, 컨트롤러용 회로 기판은 이미 제조되어 있었다. 마이크로소프트는 소니의 공급업체인 미쓰미 전기에 소니의 듀얼쇼크 2 컨트롤러에 사용된 것과 유사한 접힌 형태의 쌓인 회로 기판 디자인을 요청했지만, 이 회사는 마이크로소프트를 위해 그러한 디자인을 제조하기를 거부했다. 이로 인해 컨트롤러는 소니의 컨트롤러보다 크기가 거의 세 배나 되는 부피가 큰 형태가 되었다. 이 초기 컨트롤러 디자인은 일본에서는 출시되지 않았다. 대신 이 콘솔은 더 작고 재설계된 "컨트롤러 S"라는 이름으로 출시되었으며, 이는 더 컴팩트한 회로 기판 디자인을 사용했다.
개발팀이 엑스박스의 디자인을 확정하기 시작하면서, 플렉트로닉스의 도움을 받아 디자인을 수정할 뿐만 아니라 대량 생산을 위해 과달라하라, 멕시코에 공장을 건설했다. 초기 생산 단위는 약 25%의 높은 불량률을 보였고, 플렉트로닉스는 이를 수리했다. 이후 하드웨어 디자인의 반복을 통해 이러한 불량률을 제거할 수 있었다.

### 초기 발표 및 콘텐츠 인수
게이츠는 1999년 후반 인터뷰에서 엑스박스를 처음 공개적으로 언급하며 이 시스템이 "세계 최고의 가장 창의적인 게임 개발자를 위한 선택의 플랫폼"이 되기를 바란다고 말했다. 이후 2000년 3월 10일 산호세에서 열린 게임 개발자 회의에서 게이츠가 기조연설을 통해 공식적으로 발표했으며, 시스템의 초기 프로토타입 빌드와 하드웨어를 시연하는 일련의 데모를 선보였다. 이 발표와 새로운 시스템은 좋은 평가를 받았으며, 하드 드라이브와 이더넷 포트로 개발자들에게 깊은 인상을 주었고, 사용하기 쉬운 개발 도구의 개념으로 개발자들에게 매력을 어필했다.
마이크로소프트는 이 시기에 콘솔용 콘텐츠를 확보하기 위해 일련의 인수 및 파트너십을 모색하기 시작했다. 2000년 초, 세가의 드림캐스트 판매량은 일렉트로닉 아츠가 콘솔을 우회하기로 결정한 부분 때문에 감소하고 있었고, 소니의 플레이스테이션 2는 막 일본에서 판매를 시작하고 있었다. 게이츠는 세가의 고인이 된 이사오 오카와 회장과 엑스박스와 드림캐스트 게임의 호환 가능성에 대해 논의했지만, 드림캐스트의 세가넷 온라인 서비스 구현 여부에 대한 협상이 결렬되었다. 마이크로소프트는 또한 일렉트로닉 아츠, 닌텐도, 스퀘어 에닉스, 미드웨이를 인수하려고 시도했지만 실패했다. 이 회사는 베데스다 게임 스튜디오와 테크모의 개발자들에게 PS2보다 엑스박스의 성능을 설득하는 데 성공하여, 엘더 스크롤 III: 모로윈드와 데드 오어 얼라이브 3를 엑스박스 콘솔 독점작으로 확보했다.
이 시기에 마이크로소프트는 윈도우용 게임 개발에 주력했던 Games Group을 윈도우와 엑스박스 모두를 위한 타이틀을 제작하는 마이크로소프트 게임즈 사업부로 재편한다고 발표했다. 마이크로소프트는 이 사업부에 추가할 여러 스튜디오를 인수하기 시작했으며, 특히 2000년 6월 헤일로: 컴뱃 이볼브드 발표 직후 번지를 인수했다. 마이크로소프트의 인수로 헤일로는 개인용 컴퓨터 출시에서 엑스박스 독점 출시로 변경되었고, 콘솔 판매를 촉진하기 위한 출시 타이틀이 되었다.

### 공식 발표 및 출시
엑스박스는 2001년 1월 3일 라스베이거스에서 열린 CES 2001에서 게이츠와 초청 프로레슬러 드웨인 존슨에 의해 공식적으로 대중에게 공개되었다. 마이크로소프트는 5월 E3 2001에서 엑스박스의 출시 날짜와 가격을 발표했다. 대부분의 엑스박스 출시 타이틀은 E3에서 공개되었으며, 특히 헤일로와 데드 오어 얼라이브 3가 주목받았다.
2001년 11월 유닛 출시는 9·11 테러가 여행에 미친 영향으로 인해 부분적으로 지연되었다. 마이크로소프트는 유닛 테스트를 돕기 위해 과달라하라 시설로 이동할 수 없었다. 대신 마이크로소프트 시설에서 테스트하는 대신 현지에서 유닛을 배송하도록 조치하여 출시 준비를 마칠 수 있었다.
이 시스템은 2001년 11월 15일 자정에 공식 출시되었으며, 닌텐도 게임큐브의 출시 3일 전이었다. 뉴욕시 타임스 스퀘어에 위치한 토이저러스 플래그십 스토어의 그랜드 오픈 행사의 일환으로 전날 밤 특별 행사가 열렸으며, 1,000개의 시스템이 매장으로 배송되어 판매를 시작했다. 빌 게이츠는 이 행사에 참석하여 직접 첫 엑스박스 콘솔을 판매하고, 줄 서 있는 사람들에게 인사를 건네고, 현장에 있는 수많은 전시 유닛에서 그들과 함께 게임을 즐겼다.

### 홍보
2002년, 영국의 독립 텔레비전 위원회 (ITC)는 "불쾌하고 충격적이며 저속하다"는 불만이 접수된 후 엑스박스 TV 광고를 금지했다. 이 광고는 한 산모가 아기를 낳는 장면을 묘사했는데, 아기는 창문 밖으로 발사체처럼 튀어나와 공중에서 빠르게 늙어갔다. 광고는 노인이 자신의 무덤에 추락하는 장면과 "인생은 짧다. 더 많이 즐겨라."라는 슬로건으로 끝난다.

### 생산 중단 및 후속 기종
엑스박스의 후속작인 엑스박스 360은 2005년 5월 12일 MTV에서 공식 발표되었다. 이는 발표된 첫 차세대 시스템이었다. 2005년 11월 22일 북아메리카에서 출시되었다. 엔비디아는 2005년 8월 엑스박스의 GPU 생산을 중단했으며, 이는 새로운 엑스박스 생산의 끝을 알렸다. 일본에서 엑스박스용 마지막 게임은 2006년 3월 출시된 더 킹 오브 파이터즈 네오웨이브였고, 유럽에서 마지막 엑스박스 게임은 2007년 6월 출시된 샤올린 쇼다운이었으며, 북아메리카에서 마지막 게임은 2008년 8월 출시된 매든 NFL 09였다. 보증 기간이 만료된 엑스박스 콘솔에 대한 지원은 2009년 3월 2일에 중단되었다. 콘솔의 엑스박스 라이브 지원은 2010년 4월 15일에 종료되었다.
엑스박스 360은 플레이어가 공식 엑스박스 360 하드 드라이브를 가지고 있다면 제한된 수의 엑스박스 게임 라이브러리를 지원한다. 엑스박스 게임은 2007년 11월까지 추가되었다. 엑스박스 게임 저장 파일은 엑스박스 360으로 전송할 수 없으며, 엑스박스 라이브를 통해 엑스박스 게임을 플레이하는 기능은 2010년 4월 15일부터 중단되었다. XLink Kai와 같은 터널링 소프트웨어를 사용하여 오리지널 콘솔과 엑스박스 360 모두에서 시스템 링크 기능을 통해 엑스박스 게임을 온라인으로 플레이하는 것은 여전히 가능하다. E3 2017에서 엑스박스 원이 제한된 수의 엑스박스 게임 라이브러리를 지원할 것이라고 발표되었다.

## 하드웨어
엑스박스는 게임 저장 파일과 엑스박스 라이브에서 다운로드한 콘텐츠를 주로 저장하는 데 사용되는 내장 하드 디스크 드라이브를 특징으로 하는 최초의 비디오 게임 콘솔이었다. 이는 별도의 메모리 카드의 필요성을 없앴다 (비록 일부 구형 콘솔, 예를 들어 아미가 CD32는 내부 플래시 메모리를 사용했고, 터보그래픽스-CD, 메가 CD, 세가 새턴과 같은 다른 콘솔들은 2001년 이전에 내장 배터리 백업 메모리를 특징으로 했다). 엑스박스 사용자는 표준 오디오 CD에서 음악을 리핑하여 하드 드라이브에 저장할 수 있었고, 이 노래들은 일부 게임에서 맞춤 사운드트랙으로 사용되었다.
선택 사항인 리모컨이 제공되었지만 리모컨 없이 영화 DVD를 재생할 수 있었던 플레이스테이션 2와 달리, 엑스박스는 영화 DVD를 재생하기 위해 컨트롤러 포트에 외부 IR 어댑터를 연결해야 했다. IR 센서가 연결되지 않은 상태에서 DVD 재생을 시도하면 엑스박스 DVD 재생 키트가 필요하다는 오류 화면이 나타났다. 해당 키트에는 IR 센서와 리모컨이 포함되어 있었다 (PS2와 달리 엑스박스 컨트롤러는 DVD 재생을 제어할 수 없었다). 이 리모컨은 톰슨 (콘솔용 광학 드라이브도 제조)에서 제조하여 2002년 후반에 판매되었으며, 이는 RCA, GE, ProScan 가전제품에 사용된 리모컨 디자인의 수정 버전이 엑스박스 리모컨에 사용되었음을 의미하며, 따라서 범용 리모컨을 사용하려는 사용자들은 RCA DVD 리모컨 코드를 사용하도록 지시받았다.
엑스박스는 실시간 돌비 디지털 인코딩을 가능하게 하는 돌비 인터랙티브 콘텐츠 인코딩 기술을 탑재한 최초의 콘솔이었다. 이전 게임 콘솔은 비대화형 "컷씬" 재생 중에만 돌비 디지털 5.1을 사용할 수 있었다.
엑스박스는 상업용 PC 하드웨어를 기반으로 하며, 동시대 기종보다 훨씬 크고 무겁다. 이는 주로 부피가 큰 트레이 로딩 DVD-ROM 드라이브와 표준 크기의 3.5인치 하드 드라이브 때문이다. 엑스박스는 또한 컨트롤러용 분리형 케이블과 같은 안전 기능을 선도하여 콘솔이 놓여 있는 표면에서 당겨지는 것을 방지한다.
모딩을 막고 (해커들은 모드칩 디자인을 지속적으로 업데이트하여 이를 무력화하려고 시도했다), 제조 비용을 절감하고, DVD-ROM 드라이브의 신뢰성을 높이기 위해 여러 내부 하드웨어 개정이 이루어졌다 (일부 초기 장치의 드라이브는 신뢰할 수 없는 톰슨 DVD-ROM 드라이브를 사용하여 디스크 읽기 오류를 일으켰다). 톰슨 TGM-600 DVD-ROM 드라이브와 필립스 VAD6011 DVD-ROM 드라이브를 사용한 후기 세대 장치들도 여전히 오류에 취약했으며, 각각 콘솔이 최신 디스크를 읽지 못하게 하거나 일반적으로 PIO/DMA 식별 실패를 나타내는 오류 코드로 콘솔을 멈추게 했다. 이 장치들은 연장 보증 대상이 아니었다.
2002년, 마이크로소프트와 엔비디아는 엑스박스용 엔비디아 칩 가격에 대한 분쟁으로 중재에 들어갔다. SEC에 제출된 엔비디아의 서류에는 마이크로소프트가 엔비디아의 2002 회계연도 선적에 대해 1,300만 달러 할인을 요구했다고 명시되어 있다. 마이크로소프트는 두 회사가 체결한 계약 위반을 주장하며 칩셋 가격 인하를 요구했고, 엔비디아가 수량 제한 없이 마이크로소프트의 칩셋 주문을 이행하도록 요구했다. 이 문제는 2003년 2월 6일에 비공개로 합의되었다.

엑스박스에는 컴포지트 비디오와 모노럴 또는 스테레오 오디오를 RCA 입력 단자가 있는 TV에 제공하는 표준 AV 케이블이 포함되어 있다. 유럽 엑스박스에는 RCA 잭-SCART 변환 블록과 표준 AV 케이블도 포함되어 있었다.
8MB 솔리드 스테이트 메모리 카드는 컨트롤러에 연결할 수 있으며, 엑스박스 대시보드의 메모리 관리자에서 하드 드라이브에서 게임 저장 파일을 복사하거나 게임 중에 저장할 수 있다. 대부분의 엑스박스 게임 저장 파일은 메모리 유닛에 복사하여 다른 콘솔로 옮길 수 있지만, 일부 엑스박스 저장 파일은 디지털 서명되어 있다. 여러 엑스박스에서 사용을 간소화하기 위해 엑스박스 라이브 계정을 메모리 유닛에 저장하는 것도 가능하다. 컨트롤러 상단의 포트는 다른 액세서리, 주로 엑스박스 라이브를 통한 음성 채팅용 헤드셋에도 사용될 수 있었다.

### 기술 사양
엑스박스 CPU는 733 MHz의 32비트 맞춤형 인텔 펜티엄 III 코퍼마인 기반 프로세서이다. 133 MHz의 64비트 GTL+ 프론트 사이드 버스 (FSB)를 가지며, 1.06 GB/s의 대역폭을 제공한다. 시스템은 64 MB의 통합 DDR SDRAM을 가지며, 6.4 GB/s의 대역폭을 제공하며, 이 중 1.06 GB/s는 CPU에 의해 사용되고 5.34 GB/s는 시스템의 나머지 부분에 의해 공유된다.
GPU는 엔비디아의 233 MHz NV2A이다. 이론적으로 초당 1억 1천 5백만 개의 정점까지 기하 계산이 가능하다. 최대 932 메가픽셀/초의 필 레이트를 가지며, 이론적으로 초당 2,900만 개의 32픽셀 삼각형을 렌더링할 수 있다. 대역폭 제한으로 인해 Z 버퍼링, 안개, 알파 블렌딩, 텍스처 매핑을 포함하여 250~700 메가픽셀/초의 실제 필 레이트를 가지며, 이는 실제 성능으로 초당 780만~2천 1백만 개의 32픽셀 삼각형을 제공한다.

### 컨트롤러
엑스박스 컨트롤러는 두 개의 아날로그 스틱, 압력 감지 방향 패드, 두 개의 아날로그 트리거, 뒤로 버튼, 시작 버튼, 두 개의 액세서리 슬롯, 그리고 6개의 8비트 아날로그 액션 버튼 (A/초록, B/빨강, X/파랑, Y/노랑, 검은색 및 흰색 버튼)을 특징으로 한다. 표준 엑스박스 컨트롤러 (별명 "패티" 및 이후 "듀크")는 원래 일본을 제외한 모든 지역의 엑스박스 시스템에 번들로 제공되는 컨트롤러였다. 이 컨트롤러는 다른 비디오 게임 컨트롤러에 비해 부피가 크다는 비판을 받았으며, 2001년 게임 인포머로부터 "올해의 실책" 상을 수상했고, 기네스 세계 기록 게이머 에디션 2008에서 가장 큰 컨트롤러로 기네스 세계 기록을 세웠으며, IGN 편집자 크레이그 해리스는 아타리 재규어 컨트롤러 다음으로 역대 두 번째로 나쁜 비디오 게임 컨트롤러로 평가했다.
"컨트롤러 S"(코드명 "아케보노")는 더 작고 가벼운 엑스박스 컨트롤러로, 원래 일본에서만 표준 엑스박스 컨트롤러로 사용되었으며, 손이 작은 사용자를 위해 설계되었다. "컨트롤러 S"는 나중에 대중의 요구에 따라 다른 지역에서도 출시되었고 2002년까지 엑스박스의 소매 패키지에서 표준 컨트롤러를 대체했으며, 더 큰 오리지널 컨트롤러는 액세서리로 계속 제공되었다.

## 소프트웨어

### 운영 체제
엑스박스는 윈도우 2000을 심하게 수정한 버전을 기반으로 하는 맞춤형 운영 체제를 실행한다. 이 시스템은 마이크로소프트 윈도우에서 발견되는 것과 유사한 API인 Direct3D를 내보낸다. 소스 코드는 2020년에 유출되었다.
엑스박스의 사용자 인터페이스는 엑스박스 대시보드라고 불린다. 이 대시보드는 음악 CD를 재생하고 CD를 엑스박스의 내장 하드 드라이브에 복사하며 하드 드라이브에 복사된 음악을 재생하는 데 사용할 수 있는 미디어 플레이어를 특징으로 한다. 또한 사용자가 게임 저장 파일, 음악 및 엑스박스 라이브에서 다운로드한 콘텐츠를 관리하고, 엑스박스 라이브 사용자가 로그인하고 계정을 사용자 지정 및 관리할 수 있도록 한다. 대시보드는 사용자가 영화를 보거나 게임을 플레이하지 않을 때만 사용할 수 있다. 엑스박스의 물리적 색상 체계와 일관성을 유지하기 위해 사용자 인터페이스에 많은 녹색과 검은색 음영을 사용한다. 엑스박스가 2001년에 출시되었을 때는 라이브 서비스가 온라인 상태가 아니었으므로 대시보드의 라이브 섹션과 네트워크 설정 하위 메뉴는 아직 존재하지 않았다.
엑스박스 라이브는 2002년 11월에 출시되었지만, 접속하려면 사용자는 헤드셋과 구독이 포함된 엑스박스 라이브 스타터 키트를 구매해야 했다. 엑스박스가 마이크로소프트의 지원을 받는 동안 엑스박스 대시보드는 부정 행위를 줄이고 기능을 추가하기 위해 라이브를 통해 여러 번 업데이트되었다.

### 게임
엑스박스는 2001년 11월 15일 북아메리카에서 출시되었다. 인기 있는 출시 게임으로는 헤일로: 컴뱃 이볼브드, 프로젝트 고담 레이싱, 데드 오어 얼라이브 3가 있었다. 이 세 게임 모두 엑스박스의 성공에 기여했으며 미국에서 100만 장 이상 판매되었다.
콘솔은 출시 초기부터 강력한 서드 파티 지원을 받았지만, 많은 초기 엑스박스 게임은 출시 후 1년이 지나서야 강력한 하드웨어를 완전히 활용하기 시작했다. 크로스 플랫폼 게임의 엑스박스 버전은 때때로 PS2 및 게임큐브 버전과 차별화하기 위해 몇 가지 추가 기능 및 그래픽 개선 사항을 포함하여 엑스박스의 주요 판매 이점 중 하나를 무력화했다. 소니는 그랜드 테프트 오토 시리즈 및 메탈 기어 솔리드 시리즈와 같은 기대를 모으는 게임에 대해 플레이스테이션 2 독점권을 일시적으로 확보하여 엑스박스에 대항했으며, 닌텐도는 바이오하자드 시리즈로 대항했다. 주목할 만한 서드 파티 지원은 세가에서 나왔는데, 이들은 도쿄 게임 쇼에서 11개 게임 독점 계약을 발표했다. 세가는 팬저 드라군 오르타 및 젯 셋 라디오 퓨처와 같은 독점작을 출시했으며, 이는 비평가들로부터 좋은 반응을 얻었다.
2002년과 2003년에는 몇몇 주목할 만한 출시작들이 엑스박스가 탄력을 받고 PS2와 차별화하는 데 도움이 되었다. 마이크로소프트는 많은 닌텐도 64 히트 게임을 담당했던 레어를 인수하여 퍼스트 파티 포트폴리오를 확장했다. 엑스박스 라이브 온라인 서비스는 2002년 후반에 MotoGP, 메크어설트 및 톰 클랜시의 고스트 리콘과 함께 출시되었다. 곧이어 톰 클랜시의 스플린터 셀과 스타워즈: 구공화국의 기사단과 같은 여러 베스트셀러 및 비평가들의 찬사를 받은 엑스박스 타이틀이 출시되었다. 테이크투 인터랙티브와 소니 컴퓨터 엔터테인먼트의 독점 계약은 그랜드 테프트 오토 III 및 그 속편을 엑스박스용으로 출시할 수 있도록 수정되었다. 다른 많은 퍼블리셔들도 몇 달 동안 지연시키는 대신 PS2 버전과 함께 엑스박스 버전을 출시하는 추세에 동참했다.
2004년에는 높은 평가를 받은 독점작인 페이블과 닌자 가이덴이 출시되었고: 두 게임 모두 엑스박스에 큰 성공을 가져다주었다. 그해 말, 헤일로 2가 출시되어 엔터테인먼트 역사상 가장 높은 수익을 올린 출시작이 되었으며, 첫날 1억 2천 5백만 달러 이상을 벌어들였고 전 세계 엑스박스 베스트셀러 게임이 되었다. 헤일로 2는 메크어설트 & 톰 클랜시의 레인보우 식스 3에 이어 엑스박스 라이브의 세 번째 킬러 애플리케이션이 되었다. 그해 마이크로소프트는 서비스 인기를 높이기 위해 일렉트로닉 아츠의 인기 타이틀을 엑스박스 라이브에 올리는 계약을 체결했다.
2005년까지 컨커: 라이브 & 리로디드와 포르자 모터스포츠와 같은 주목할 만한 퍼스트 파티 출시작에도 불구하고, 마이크로소프트는 다음 콘솔인 엑스박스 360을 위해 엑스박스를 단계적으로 폐지하기 시작했다. 원래 엑스박스용으로 개발될 예정이었던 카메오: 엘레먼츠 오브 파워와 퍼펙트 다크 제로와 같은 게임들은 대신 엑스박스 360 출시 타이틀이 되었다. 엑스박스에서 출시된 마지막 게임은 2008년 8월 12일 매든 NFL 09였다.

### 전시 디스크
엑스박스 익스히비션 디스크 컬렉션은 마이크로소프트 게임 스튜디오에서 다가오는 엑스박스 게임을 광고하고 미리 보여주기 위해 사용한 데모 게임 컴필레이션 시리즈로, 여러 플레이 가능한 게임 데모, 게임 예고편, G4 TV의 비디오 콘텐츠, 뮤직 비디오, 그리고 엑스박스 하드 드라이브에 다운로드 가능한 인디 아티스트의 음악을 특징으로 했다. 이 디스크들은 2002년부터 2005년까지 7개 볼륨으로 소매점에서 배포되었다. 이 디스크들은 다운로드 가능 콘텐츠 모델의 초기 반복으로 평가되며, 추가 레벨, 스포츠 게임의 로스터 업데이트, 확장된 게임 유형과 같은 콘텐츠를 포함한다.
디스크
| 타이틀   | 출시일            | 데모 | 다운로드 | 뮤직 비디오                                                                                |
| -------- | ----------------- | --- | --- | ------------------------------------------------------------------------------------------ |
| Volume 1 | January 1, 2002   | 헤일로: 컴뱃 이볼브드, 매든 NFL 2003, NFL 피버 2003, 팬저 드라군 오르타, 퀀텀 리프트, 톰 클랜시의 스플린터 셀, 타임스플리터즈 2, 투잼 & 얼 III: 미션 투 어스, 와케드!                                                       | 데드 오어 얼라이브 3 부스터 팩 의상, 프로젝트 고담 레이싱용 다운로드 가능한 저장 파일 2개, 랠리스포트 챌린지용 저장 파일 2개.                            | 데스 캡 포 큐티, 존 밴더슬라이스, 릴로 카일리, 디스멤버먼트 플랜, 더 롱 윈터스.            |
| Volume 2 | March 5, 2003     | 올스타 베이스볼 2004, 캡콤 vs. SNK 2 EO, 인디아나 존스: 황제의 유물, 쿵푸 카오스, 메크어설트, MX 슈퍼플라이, NBA 인사이드 드라이브 2003, 톰 클랜시의 고스트 리콘, 벡스                                                      | NFL 피버 2003 로스터 업데이트, 투잼 & 얼 III: 미션 투 어스 및 MX 슈퍼플라이의 새로운 캐릭터 및 환경                                                      |                                                                                            |
| Volume 3 | July 17, 2003     | 에이펙스, ATV 쿼드 파워 레이싱 2, 브루트 포스, 글라디우스, MLB 인사이드 피치 2003, 모토GP 2, NBA 스트리트 Vol. 2, 리턴 투 캐슬 울펜슈타인: 타이즈 오브 워, 타오 펑: 피스트 오브 더 로투스                                   | RLH: 런 라이크 헬의 레벨 및 스킨, 스플린터 셀의 추가 미션                                                                                                | 뎁스와, 퀸스 오브 더 스톤 에이지, 루니, …앤드 유 윌 노 어스 바이 더 트레일 오브 데드, 우븐 |
| Volume 4 | November 26, 2003 | ESPN NBA 농구, 그랩드 바이 더 굴리스, 매직 더 개더링: 배틀그라운드, 메탈 암즈: 글리치 인 더 시스템, 페르시아의 왕자: 시간의 모래, 프로젝트 고담 레이싱 2, 톰 클랜시의 레인보우 식스 3, 틴에이지 뮤턴트 닌자 터틀, 부두 빈스 | 고스트 리콘: 아일랜드 썬더, 리턴 투 캐슬 울펜슈타인: 타이즈 오브 워, 스타워즈: 클론 전쟁의 레벨, 언리얼 챔피언십의 새로운 맵 4개                         |                                                                                            |
| Volume 5 | May 27, 2004      | NBA 발러스, 싸이옵스: 더 마인드게이트 컨스피러시, 메탈슬러그 3, 닌자 가이덴, 섀도우 옵스: 레드 머큐리, 랠리스포트 챌린지 2, 리딕 연대기: 버처 베이 탈출                                                                     | G4 - TV 4 게이머 에피소드: 스타워즈: 구공화국의 기사단 마스터를 위한 G4의 팁과 트릭; ESPN 메이저 리그 베이스볼에 대한 뉴욕 양키스 제이슨 지암비의 통찰력 |                                                                                            |
| Volume 6 | November 17, 2004 | 풀 스펙트럼 워리어, 톰 클랜시의 레인보우 식스 3: 블랙 애로우, NCAA 풋볼 2005, 맨 오브 벨러, 아웃런 2, 세컨드 사이트, 블링크스 2: 마스터 오브 타임 앤 스페이스                                                               | |                                                                                            |
| Volume 7 | December 2004     | 번아웃 3: 테이크다운, 데드 오어 얼라이브 얼티밋, ESPN NHL 2K5, 킹덤 언더 파이어: 더 크루세이더스, 스타워즈 리퍼블릭 코만도, 인크레더블, 스폰지밥 네모바지 영화                                                              | |                                                                                            |
| Volume 8 | July 6, 2005      | 어드벤트 라이징, 배트맨 비긴즈, 컨커: 라이브 & 리로디드, 포르자 모터스포츠, 디스트로이 올 휴먼스!, 디지몬 월드 4, 주스드, 마다가스카, 메달 오브 아너: 유러피언 어설트, 사이코너츠 및 스타워즈 에피소드 III: 시스의 복수     | |                                                                                            |
| Volume 9 | December 2005     | 번아웃 리벤지, 치킨 리틀, 에드, 에드 앤 에디: 더 미스어드벤처스, 이블 데드 리제너레이션, 포르자 모터스포츠, 프로거: 고대 그림자, 해리 포터와 불의 잔, 킹덤 언더 파이어: 히어로즈 및 스타워즈 배틀프론트 II                  | |                                                                                            |

## 서비스

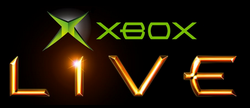
2002년부터 2010년까지 사용된 엑스박스 라이브 로고

2002년 11월 15일, 마이크로소프트는 엑스박스 라이브 서비스를 시작하여 구독자들이 전 세계 다른 구독자들과 온라인 엑스박스 게임을 즐기고 새로운 콘텐츠를 시스템의 하드 디스크 드라이브로 직접 다운로드할 수 있도록 했다. 이 온라인 서비스는 광대역 인터넷 연결에서만 작동한다. 서비스 시작 첫 주에 엑스박스 라이브는 10만 건의 구독을 받았고, 서비스 출시 두 달 만에 25만 명의 구독자로 증가했다. 2004년 7월, 마이크로소프트는 엑스박스 라이브 가입자가 100만 명에 도달했다고 발표했으며, 2005년 7월에는 200만 명, 2007년 7월에는 300만 명 이상으로 늘어났다. 2009년 5월에는 현재 가입자 수가 2천만 명으로 급증했다. 2010년 2월 5일, 오리지널 엑스박스 게임에 대한 엑스박스 라이브 지원이 2010년 4월 14일부로 중단될 것이라고 보도되었다. 서비스는 예정대로 중단되었지만, 이후 "노블 14"로 알려진 사용자 그룹은 콘솔을 헤일로 2에 연결된 상태로 켜둔 채 거의 한 달 동안 계속 플레이했다. 2010년에 엑스박스 라이브가 중단되었음에도 불구하고, 인시그니아와 같은 부활 서버가 온라인 멀티플레이어 및 기타 온라인 기능을 엑스박스에 다시 제공했다.

## 판매량
| 지역            | 판매 대수 (2006년 5월 10일 기준) | 최초 판매일      |
| --------------- | -------------------------------- | ---------------- |
| 북아메리카      | 1,600만                          | 2001년 11월 15일 |
| 유럽            | 600만                            | 2002년 3월 14일  |
| 아시아 & 태평양 | 200만                            | 2002년 2월 22일  |
| 전 세계         | 2,400만                          | 해당 없음        |

출시 전 엑스박스에 대한 기대는 높았으며, 토이저러스와 아마존은 온라인 사전 주문이 30분 만에 매진되었다고 보도했다. 마이크로소프트는 연말까지 100만~150만 대를 소매점에 출하할 계획이며, 이후 매주 10만 대씩 출하할 것이라고 밝혔다.
출시는 비디오 게임 역사상 가장 성공적인 출시 중 하나였으며, 단 3주 만에 판매량이 100만 대를 넘어섰고 2001년 말까지 150만 대로 증가했다. 또한 이 시스템은 출시 시점의 가장 높은 어태치율 중 하나를 기록했으며, NPD 그룹에 따르면 유닛당 3개 이상의 게임이 판매되었다. 강력한 판매는 크게 기대를 모았던 출시 타이틀인 헤일로: 컴뱃 이볼브드에 기인했으며, 이 게임은 2002년 4월까지 100만 장 이상의 판매량을 기록하고 콘솔에 대한 50%의 어태치율을 달성했다. 2003년에는 콘솔이 게임큐브를 시장 점유율 3위로 밀어냈다. 2004년 7월까지 이 시스템은 전 세계적으로 1550만 대가 판매되었으며, 이 중 1010만 대는 북아메리카, 390만 대는 유럽, 150만 대는 아시아-태평양에서 판매되었고, 미국 시장 점유율은 33%였다.
북아메리카에서의 강력한 판매에도 불구하고, 마이크로소프트는 높은 제조 비용 때문에 엑스박스에서 이익을 얻는 데 어려움을 겪었다. 초기 소매 가격 299달러로, 마이크로소프트는 제조 비용 425달러인 시스템 한 대당 약 125달러를 손해봤으며, 이는 회사가 돈을 벌기 위해 소프트웨어 판매에 의존해야 한다는 것을 의미했다. 로비 바흐에 따르면, "출시 후 약 6개월 뒤에는 가격 곡선을 보고 계산을 통해 수십억 달러를 잃게 될 것이라는 것을 알 수 있었다." 이러한 손실은 2002년 4월에 마이크로소프트가 하드웨어 판매를 더욱 촉진하기 위해 엑스박스의 소매 가격을 199달러로 더 낮추면서 더욱 악화되었다. 마이크로소프트는 또한 일반적으로 훨씬 더 높은 판매량을 기록하는 소니의 인기 있는 플레이스테이션 2 콘솔과 경쟁하는 데 어려움을 겪었다. 비록 엑스박스가 2004년 4월에 미국에서 PS2를 앞질렀지만 말이다. 2005년 생산 중단 시점까지 엑스박스는 전 세계적으로 총 2,400만 대가 판매되었으며, 이 중 1,600만 대는 북아메리카에서 판매되었다. 이 수치는 마이크로소프트의 예측 5천만 대에 미치지 못했으며, 당시 플레이스테이션 2의 누적 판매량인 1억 6백만 대에 도달하지 못했다. 비록 게임큐브와 드림캐스트의 누적 판매량인 각각 2천 1백만 대와 1천 6십만 대를 넘어섰지만, 게임큐브가 엑스박스보다 더 수익성이 좋았다. 궁극적으로 마이크로소프트는 엑스박스에서 총 40억 달러의 누적 손실을 입었으며, 2004년 말에야 겨우 이익을 냈다. 엑스박스가 마이크로소프트에게 전반적인 손실을 안겨주었음에도 불구하고, 게이츠, 발머 및 다른 경영진은 이로 인해 마이크로소프트가 업계의 의심에도 불구하고 콘솔 시장에 진입할 수 있었고, 엑스박스 제품군의 다른 콘솔 개발로 이어졌기 때문에 이를 회사에 긍정적인 결과로 보았다.

### 일본
2002년 2월 일본 출시를 앞두고 많은 분석가들은 엑스박스가 현지 경쟁사인 PS2 및 게임큐브와 경쟁하는 데 어려움을 겪을 것으로 예상했다. 이들은 상대적으로 높은 가격, 독점작 부족, 그리고 일본의 더 작은 주거 공간에 잘 맞지 않는 더 큰 크기를 지적했다. 마이크로소프트는 2002년 6월까지 일본에 600만 대의 엑스박스 콘솔을 출하하기를 희망했다. 그러나 이 시스템은 2월 출시 후 두 달이 지난 4월까지 이 지역에서 총 19만 대밖에 팔리지 않았다. 2002년 4월 14일로 끝나는 주에 엑스박스는 1,800대밖에 팔리지 않아 PS2와 게임큐브보다 훨씬 적었으며, 일본에서 단 한 개의 타이틀도 베스트셀러 비디오 게임 상위 50위 안에 들지 못했다. 2002년 11월, 일본 엑스박스 책임자가 사임하면서 엑스박스의 미래에 대한 추가 협의가 이어졌으며, 당시 2월 출시 이후 이 나라에서 278,860대밖에 팔리지 않았다. 2004년 7월 18일로 끝나는 주에 엑스박스는 272대밖에 팔리지 않아 같은 주에 PSOne이 판매한 것보다도 적었다. 그러나 엑스박스는 2002년 5월 26일로 끝나는 주에 게임큐브를 앞질렀다. 궁극적으로 엑스박스는 생애 동안 474,992대만 판매되었다. 콘솔의 저조한 시장 점유율에 기여한 요인으로는 일본의 더 컴팩트한 디자인을 강조하는 것과 대조되는 큰 물리적 크기, 그리고 소비자 관심을 유도할 만한 일본 개발 게임의 부족이 있었다.

## 모딩
엑스박스 모딩은 엑스박스 비디오 게임 콘솔의 내장 하드웨어 및 소프트웨어 보안 메커니즘을 우회하는 행위이다.

### 역사
엑스박스의 인기와 (미국의 경우) 비교적 짧은 90일 보증 기간은 내장 하드웨어 및 소프트웨어 보안 메커니즘을 우회하려는 노력, 즉 "크래킹"으로 알려진 관행을 부추겼다. 출시 후 몇 달 만에 엑스박스 BIOS의 초기 보안 계층 (주로 난독화에 의존)이 MIT 학생 앤드루 황에 의해 깨졌으며, 맞춤형 하드웨어를 사용하여 MCPx 칩에 내장된 "숨겨진" 부트 ROM의 내용이 추출되었다. 이 정보가 공개되자마자 코드는 디지털 서명 검사와 미디어 플래그를 건너뛰도록 수정되어 서명되지 않은 코드, 엑스박스 게임 백업 등을 실행할 수 있게 되었다. 어떤 방식으로든 엑스박스를 모딩하면 콘솔을 분해해야 할 수도 있으므로 보증이 무효화된다. 수정된 엑스박스는 마이크로소프트에 의해 감지될 경우 엑스박스 라이브에 접속하지 못할 수도 있다. 이는 엑스박스 라이브 이용 약관에 위배되기 때문이다. 그러나 대부분의 모드칩은 비활성화할 수 있어 엑스박스가 "순정" 구성으로 부팅될 수 있다.

### 방법

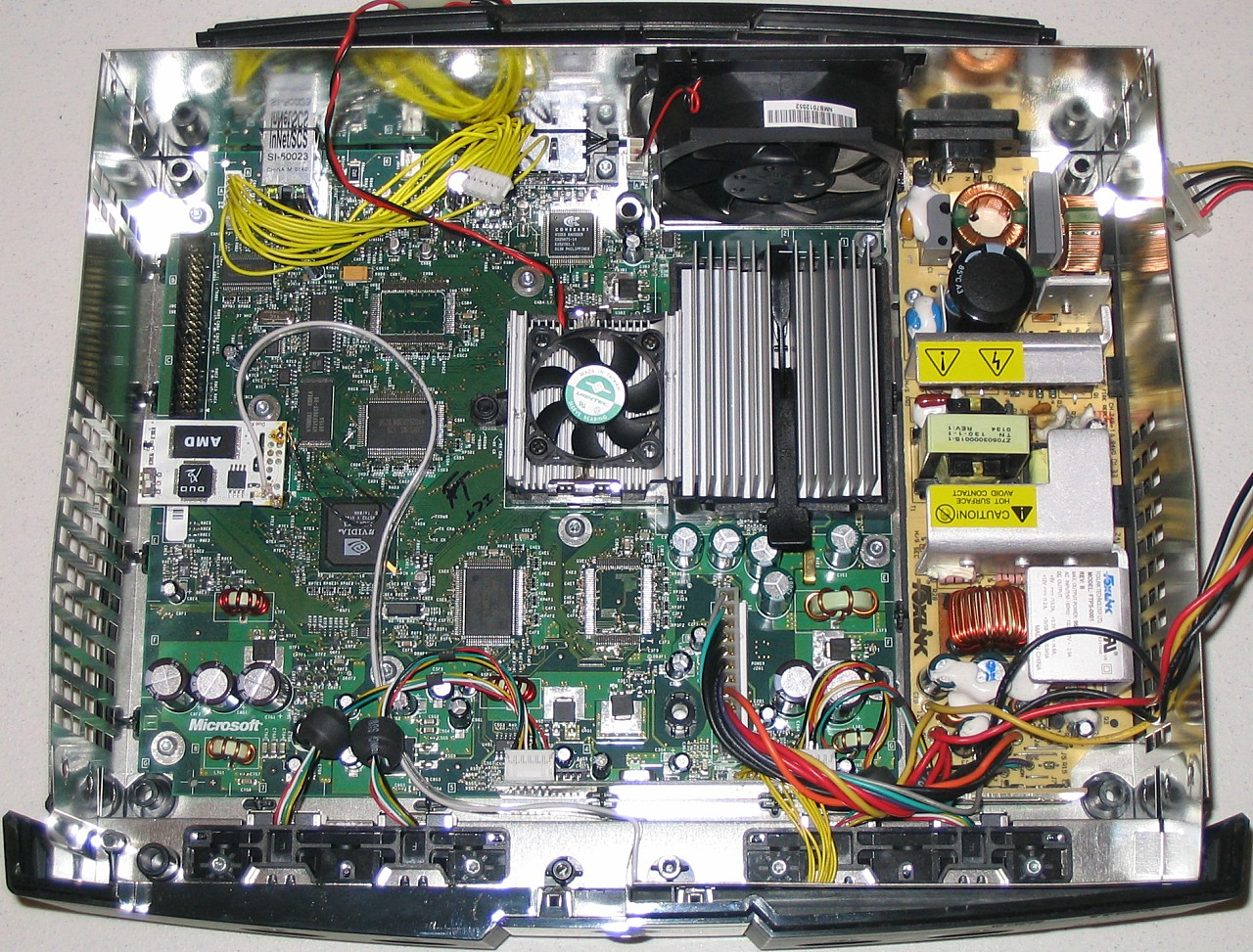
모드칩이 설치된 엑스박스 메인보드

- 모드칩: 엑스박스 내부에 모드칩을 설치하여 원래 BIOS를 우회하고, 해킹된 BIOS로 보안 메커니즘을 우회한다.
- TSOP 플래싱: 온보드 BIOS 칩을 해킹된 BIOS로 다시 플래싱하여 보안 메커니즘을 우회한다. 엑스박스 BIOS는 일반적인 EEPROM ('TSOP')에 포함되어 있으며, 메인보드의 특정 지점을 연결하여 엑스박스에 의해 쓰기 가능하게 만들 수 있다.[106] 플래싱은 일반적으로 특별히 제작된 게임 저장 파일을 사용하여 (아래 '게임 저장 익스플로잇' 참조) 온보드 TSOP를 플래싱하지만, TSOP는 또한 납땜을 제거하고 표준 EEPROM 프로그래머에서 다시 쓸 수도 있다. 이 방법은 1.0에서 1.5 버전의 엑스박스에서만 작동하며, 버전 1.6 (생산된 최종 하드웨어 버전)은 일반적인 TSOP를 독점 칩 내에 포함된 LPC ROM으로 대체했다.[107]
- 소프트모드: 엑스박스 하드 드라이브에 추가 소프트웨어 파일을 설치하여 대시보드의 프로그래밍 오류를 악용하여 시스템 제어권을 얻고 메모리 내 BIOS 복사본을 덮어쓴다.[108] 소프트웨어 수정은 마이크로소프트 대시보드 및 오리지널 게임 디스크를 사용하여 멀티부팅을 활성화하는 경우 엑스박스 라이브에 안전한 것으로 알려져 있다.
  - 게임 저장 익스플로잇: 일부 공식 게임 출시작을 사용하여 저장 게임 처리의 버퍼 오버플로를 악용하는 저장 게임을 로드한다.[109] 이러한 특수 게임 저장 파일이 로드되면 필요한 소프트모드 파일을 설치하기 위한 스크립트가 있는 인터페이스에 접근한다. 대부분의 게임 저장 익스플로잇을 설치할 때 엑스박스 분해는 필요하지 않다.
- 핫 스왑: 컴퓨터를 사용하여 하드 드라이브의 데이터를 변경하는 것. 이것은 엑스박스가 켜져 있을 때 하드 드라이브의 잠금을 해제한 다음, 전원이 켜진 하드 드라이브를 실행 중인 컴퓨터에 교체하는 것을 필요로 한다. 리눅스 기반 라이브 CD를 사용하면 하드 드라이브의 데이터를 읽고, 변경하고, 삭제할 수 있다. 대부분의 경우, 자동화된 스크립트가 소프트모드 파일을 엑스박스 하드 드라이브에 직접 설치한다. 이 기술은 많은 온라인 게임에서 치팅을 유도하는 데 광범위하게 사용되었다. 핫 스왑을 수행하려면 콘솔을 분해해야 한다. 엑스박스 하드웨어 또는 사용자의 PC 부품에 충격을 줄 수 있으므로 가장 권장되지 않는다.

### 대체 운영 체제
게임 외에도, 모딩된 엑스박스는 XBMC4Xbox와 함께 미디어 센터로 사용될 수 있다. 젠투, 데비안, 댐 스몰 리눅스, 다인:볼릭을 기반으로 하는 엑스박스 전용 리눅스 배포판도 있다.
엑스박스에 포팅된 일부 운영 체제에는 엑스박스 리눅스 형태의 리눅스, FreeBSD, NetBSD, 마이크로소프트 윈도우 CE, ReactOS가 포함된다.

## 같이 보기
- 세가
- 닌텐도
- 엑스박스 360